# Rasul Ishmujamédov
Rasul Ishmujamédov –en ruso, Расул Ишмухамедов– (Starokuchergánovka, 10 de junio de 1991) es un deportista ruso que compite en piragüismo en la modalidad de aguas tranquilas. Ganó una medalla de oro en el Campeonato Mundial de Piragüismo de 2014 y cuatro medallas en el Campeonato Europeo de Piragüismo entre los años 2011 y 2017.

## Palmarés internacional
| Campeonato Mundial | Campeonato Mundial       | Campeonato Mundial | Campeonato Mundial |
| Año                | Lugar                    | Medalla            | Competición        |
| ------------------ | ------------------------ | ------------------ | ------------------ |
| 2014               | Moscú (Rusia)            | Medalla de oro     | C4 1000 m          |
| Campeonato Europeo |                          |                    |                    |
| Año                | Lugar                    | Medalla            | Competición        |
| 2011               | Belgrado (Serbia)        | Medalla de bronce  | C4 1000 m          |
| 2015               | Račice (República Checa) | Medalla de oro     | C4 1000 m          |
| 2016               | Moscú (Rusia)            | Medalla de oro     | C4 1000 m          |
| 2017               | Plovdiv (Bulgaria)       | Medalla de bronce  | C4 1000 m          |